# Mycena dasypus
Mycena dasypus är en svampart som beskrevs av Maas Geest. & Læssøe 1992. Mycena dasypus ingår i släktet Mycena och familjen Mycenaceae.   Inga underarter finns listade i Catalogue of Life.